# Departamento de Castro Barros
Departamento de Castro Barros är en kommun i Argentina.   Den ligger i provinsen La Rioja, i den norra delen av landet, 1 000 km nordväst om huvudstaden Buenos Aires.
Omgivningarna runt Departamento de Castro Barros är i huvudsak ett öppet busklandskap. Runt Departamento de Castro Barros är det mycket glesbefolkat, med 3 invånare per kvadratkilometer.